# 34. fusilirski polk (Wehrmacht)
34. fusilirski polk (izvirno nemško Füsilier-Regiment 34) je bil fusilirski polk v sestavi redne nemške kopenske vojske med drugo svetovno vojno.

## Zgodovina
Polk je bil ustanovljen 9. novembra 1942 z reorganizacijo 34. pehotnega polka, nosilca tradicije fusilirskega polka »Kaiser Franz Joseph« št. 122; polk je bil dodeljen 35. pehotni diviziji.
Konec vojne je polk dočakal na območju Gdanska.